# Campionato sudamericano di rugby 2021
Il campionato sudamericano di rugby 2021 (in spagnolo Sudamericano de Rugby 2021; in portoghese Campeonato Sul-Americano de Rugby de 2021) fu il 43º campionato continentale del Sudamerica di rugby a 15.
Organizzato da Sudamérica Rugby e tenutosi in Uruguay tra l'11 e il 25 luglio 2021, funse da primo e secondo turno delle qualificazioni americane alla Coppa del Mondo 2023.
Le prime due classificate del torneo, infatti, contesero a Canada e Stati Uniti i due posti diretti per l'accesso alla competizione mondiale.
Campione continentale fu l'Uruguay, mentre secondo in classifica, e ammesso ai play-off di qualificazione, fu il Cile.

## Formula
Il campionato vero e proprio consisté di tre squadre, una delle quali l'Uruguay ammesso al torneo vero e proprio, un triangolare a girone unico.
Le altre quattro squadre (Brasile, Cile, Colombia e Paraguay) si affrontarono in un preliminare a eliminazione diretta con gara di sola andata per decidere le due che avrebbero partecipato al torneo.
La vincitrice del campionato, oltre al titolo, acquisì il diritto di disputare contro la vincente dello spareggio nordamericano (una tra Canada e Stati Uniti) il play-off per l'accesso diretto al primo slot continentale alla Coppa del Mondo; la seconda classificata, invece, disputò contro la perdente dell'incontro citato un ulteriore spareggio per guadagnare il diritto di incontrare la perdente del play-off nord/sudamericano per il secondo slot continentale alla Coppa.

## Squadre partecipanti
| Preliminari | Campionato |
| ----------- | ---------- |
| Brasile     | Uruguay    |
| Cile        |            |
| Colombia    |            |
| Paraguay    |            |

## Preliminari di qualificazione
Gli accoppiamenti furono Brasile – Paraguay e Colombia – Cile.
Nel primo incontro i Tupis ebbero la meglio per 29-0 sui paraguaiani e guadagnarono un agevole accesso alla fase a girone unico del torneo; il secondo preliminare, invece, quello tra Colombia e Cile, non si tenne perché a causa dei troppi casi di COVID-19 registrati tra i giocatori colombiani, Sudamérica Rugby annullò l'incontro e aggiudicò la partita al Cile, così qualificato al campionato sudamericano senza ancora aver giocato.
| Arbitro: | Damián Schneider |

|                       |      |  |
| Spago 64’ Sancery 80’ | mt   |  |
| Duque 65’, 80’        | tr   |  |
| Duque 2’, 40’, 49’    | c.p. |  |
| Duque 42’, 56’        | drop |  |

## Campionato sudamericano
Il campionato si tenne interamente allo stadio Charrúa di Montevideo, capitale dell'Uruguay.
Essendo i Teros uruguaiani ritenuti i favoriti alla vittoria finale, l'incontro iniziale tra Brasile e Cile fu decisivo per decidere il secondo posto che avrebbe garantito il prosieguo del percorso di qualificazione mondiale: i cileni prevalsero 23-13 ipotecando quindi lo spareggio mondiale; l'Uruguay, come da pronostico, vinse entrambi i suoi incontri e si aggiudicò il titolo continentale e il diritto a sfidare la migliore delle nordamericane per l'accesso diretto alla Coppa del Mondo; il Cile invece fu destinato allo spareggio contro la perdente del citato incontro tra Uruguay e squadra nordamericana.

### Risultati
| Arbitro: | Gianluca Gnecchi |

|             |      |                              |
| Lima 40’    | mt   | 22’, 61’ Bohme               |
| Duque 40’   | tr   | 23’ Fernández 62’ Urroz      |
| Duque 48’   | c.p. | 46’ Fernández 51’, 71’ Urroz |
| Sancery 10’ | drop |                              |

| Arbitro: | Andrea Piardi |

|                 |      |               |
| Kessler 7’, 58’ | mt   | 22’ Fernández |
| Berchesi 7’     | tr   | 22’ Videla    |
| Berchesi 44’    | c.p. | 18’ Videla    |

| Arbitro: | Andrea Piardi |

|                                                           |      |               |
| Silva 16’ Mieres 31’, 49’, 58’ tecnica 65’ Echeverría 71’ | mt   | 39’ tecnica   |
| Berchesi 31’, 49’                                         | tr   |               |
|                                                           | c.p. | 4’, 21’ Duque |

### Classifica
| Pos | Squadra | G | V | N | P | PF | PS | DP  | BMP | Pt |
| --- | ------- | - | - | - | - | -- | -- | --- | --- | -- |
| 1   | Uruguay | 2 | 2 | 0 | 0 | 51 | 23 | +28 | 1   | 9  |
| 2   | Cile    | 2 | 1 | 0 | 1 | 33 | 28 | +5  | 1   | 5  |
| 3   | Brasile | 2 | 0 | 0 | 2 | 26 | 59 | −33 | 0   | 0  |